# Léon Cayla
Pour les articles homonymes, voir Cayla.
Léon Henri Charles Cayla, né à Oran le 17 novembre 1881 et décédé à Saint-Germain-en-Laye le 25 avril 1965, est un administrateur colonial, gouverneur général de Madagascar et de l'Afrique-Occidentale française (AOF).

## Biographie
En 1910 il est nommé chef de cabinet du gouverneur général à Madagascar, où il sera par la suite nommé gouverneur général à deux reprises.
Il est l'adjoint du maréchal Lyautey pour l’organisation de l’Exposition coloniale internationale (1931).
Cayla a également été conseiller du gouvernement à Alexandrette et gouverneur de l’État des Alaouites, puis au grand Liban
Il est nommé Gouverneur général de Madagascar du 1er mai 1930 au 22 avril 1939, Malgré la crise mondiale, il rétablit l’équilibre de la balance commerciale de l’île et poursuit les grands travaux, notamment l’aménagement des ports modernes de Tamatave et de Diego Suarez – ce dernier établi jadis par le colonel Joffre. La reconstruction de Tamatave et les transformations de Tananarive, de Fianarantsoa et de Majunga voient le développement dans l’île d’un urbanisme moderne. En passant de 12 000 à 25 000 km, la longueur du réseau routier double au cours de cette période. La production de café est multipliée par six. Une ligne aérienne est alors établie avec la France. Marcel de Coppet remplace Léon Cayla en juin 1939.
Succédant à Pierre Boisson, il est gouverneur général de l'AOF à Dakar du 10 août 1939 au 25 juin 1940. Pendant cette période, il signe une affiche invitant la population à ne poursuivre qu'un seul but : la victoire contre l'Allemagne. Mais le refus de l'Afrique du Nord, avec le général Charles Noguès, de se mettre du côté des Gaullistes va influencer l'AOF et Cayla lui-même s'alignera sur le commandement de l'Afrique du Nord. Toutefois, après la bataille de Mers el Kébir et ses conséquences sur les ports coloniaux, Cayla, jugé pro-gaulliste, est muté à nouveau à Madagascar en juillet 1940. Il est remplacé par Pierre Boisson, qui, retrouvant son poste, optera pour la collaboration.
Marcel de Coppet ayant tenté de maintenir Madagascar dans la guerre, ce dernier est limogé et Léon Cayla occupe à nouveau son ancien poste du 30 juillet 1940 au 11 avril 1941. Il est ensuite remplacé par Armand Annet.
Cayla choisira finalement de ne pas se battre au côté des Alliés pendant la guerre. Cette attitude lui vaudra d'être jugé : le 19 juillet 1946 il est condamné à cinq ans de prison, une peine commuée en quatre ans.
Il décède en 1965, à l'âge de 83 ans, à son domicile de Saint-Germain-en-Laye.
Un jardin public à l’entrée de la ville de Majunga continue d'être nommé "jardin Cayla" par la population.

## Écrits
- Des Offices de renseignements coloniaux. Documentation et propagande, Librairie des sciences politiques et sociales, Marcel Rivière, 1908, 201 p.
- Terres d'outre-mer : destin d'un empire, Éditions du Triolet, Paris, 1948, 211 p.

## Compléments